# Кажимеж Римут
Кажѝмеж Рѝмут (на полски: Kazimierz Rymut) е полски езиковед, полонист и славист, професор, специалист в областта на ономастиката и историята на езика.
Ръководител на Отдела за полска ономастика на Института за полски език при Полската академия на науките, редактор на научното списание „Onomastica“, от 1978 година ръководител на Комисията за славянска ономастика при Международния комитет на славистите, в годините 1986 – 2004 ръководител на Комисията за определяне на имената на местностите и физикогеографските обекти в Министерство на вътрешните работи и администрацията.

## Подбрани трудове
- Nazwy miejscowe północnej części dawnego województwa krakowskiego (1967) – докторска дисертация
- Słowotwórstwo polskich patronimicznych nazw miejscowych z przyrostkiem *(ov)itjo na tle zachodniosłowiańskim (1973)
- Nazwy miejscowe dawnego powiatu bieckiego, Wroclaw, Wyd. Polskiej Akademii Nauk. 1975
- Nazwy miast Polski, Wrocław, Zakład Narodowy im. Ossolińskich. 1980
- Hydronimia dorzecza Orawy, Wrocław, Wyd. Polskiej Akademii Nauk. 1985 – в съавторство с Милан Майтан
- Nazwiska Polaków tom I, A – K: słownik historyczno-etymologiczny, Kraków, Wydawnictwo Instytutu Języka Polskiego PAN. 1999
- Nazwiska Polaków tom II, L – Ż: słownik historyczno-etymologiczny, Kraków, Wydawnictwo Naukowe DWN. 2001